# Португалија на Светском првенству у атлетици у дворани 2012.
Португалија је учествовала на Светском првенству у атлетици у дворани 2012. одржаном у Истанбулу од 9. до 11. марта четрнаести пут. Репрезентацију Португалије представљало је двоје такмичара (1 мушкарац и 1 жена), који су се такмичили у две дисциплине.
Португалија није освојила ниједну медаљу нити је остварен неки рекорд.

## Учесници
| Мушкарци: - Марко Фотес — Бацање кугле | Жене: - Соња Таварес — 60 м |  |

## Резултати

### Мушкарци
| Атлетичар   | Дисциплина   | Лични рекорд | Квалификације | Квалификације | Финале               | Финале  | Детаљи |
| Атлетичар   | Дисциплина   | Лични рекорд | Резултат      | Место         | Резултат             | Место   | Детаљи |
| ----------- | ------------ | ------------ | ------------- | ------------- | -------------------- | ------- | ------ |
| Марко Фотес | Бацање кугле | 20,77 НР     | 19,83         | 10            | Није се квалификовао | 10 / 23 |        |

### Жене
| Атлетичарка  | Дисциплина | Лични рекорд | Квалификације | Квалификације | Полуфинале            | Полуфинале            | Финале                | Финале       | Детаљи |
| Атлетичарка  | Дисциплина | Лични рекорд | Резултат      | Место         | Резултат              | Место                 | Резултат              | Место        | Детаљи |
| ------------ | ---------- | ------------ | ------------- | ------------- | --------------------- | --------------------- | --------------------- | ------------ | ------ |
| Соња Таварес | 60 м       | 7,32         | 7,45          | 4. у гр. 2    | Није се квалификовала | Није се квалификовала | Није се квалификовала | 26 / 62 (64) |        |